# محطة قطارات تامبيري

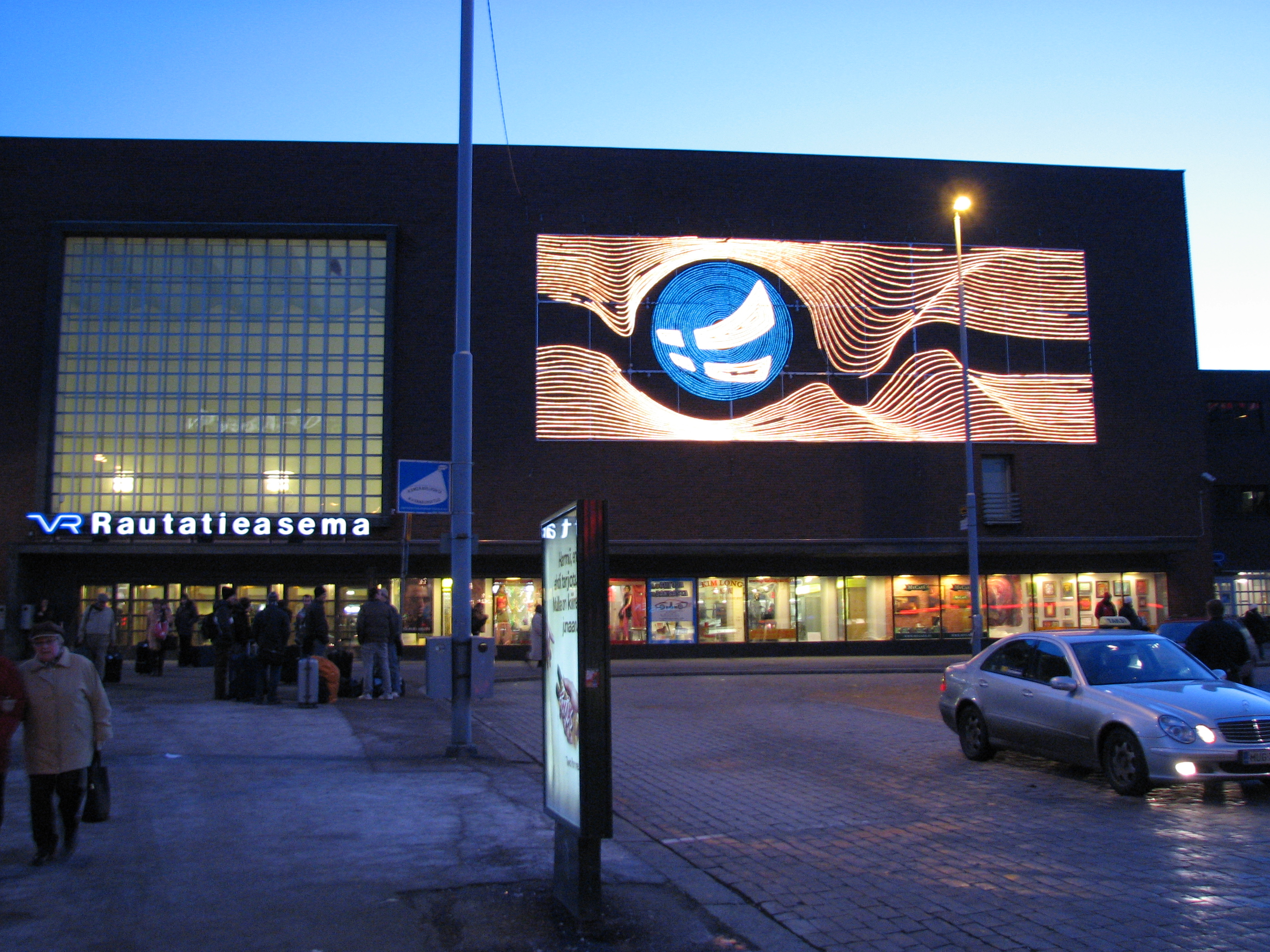
محطة قطارات تامبيري، في صباح ديسمبر.

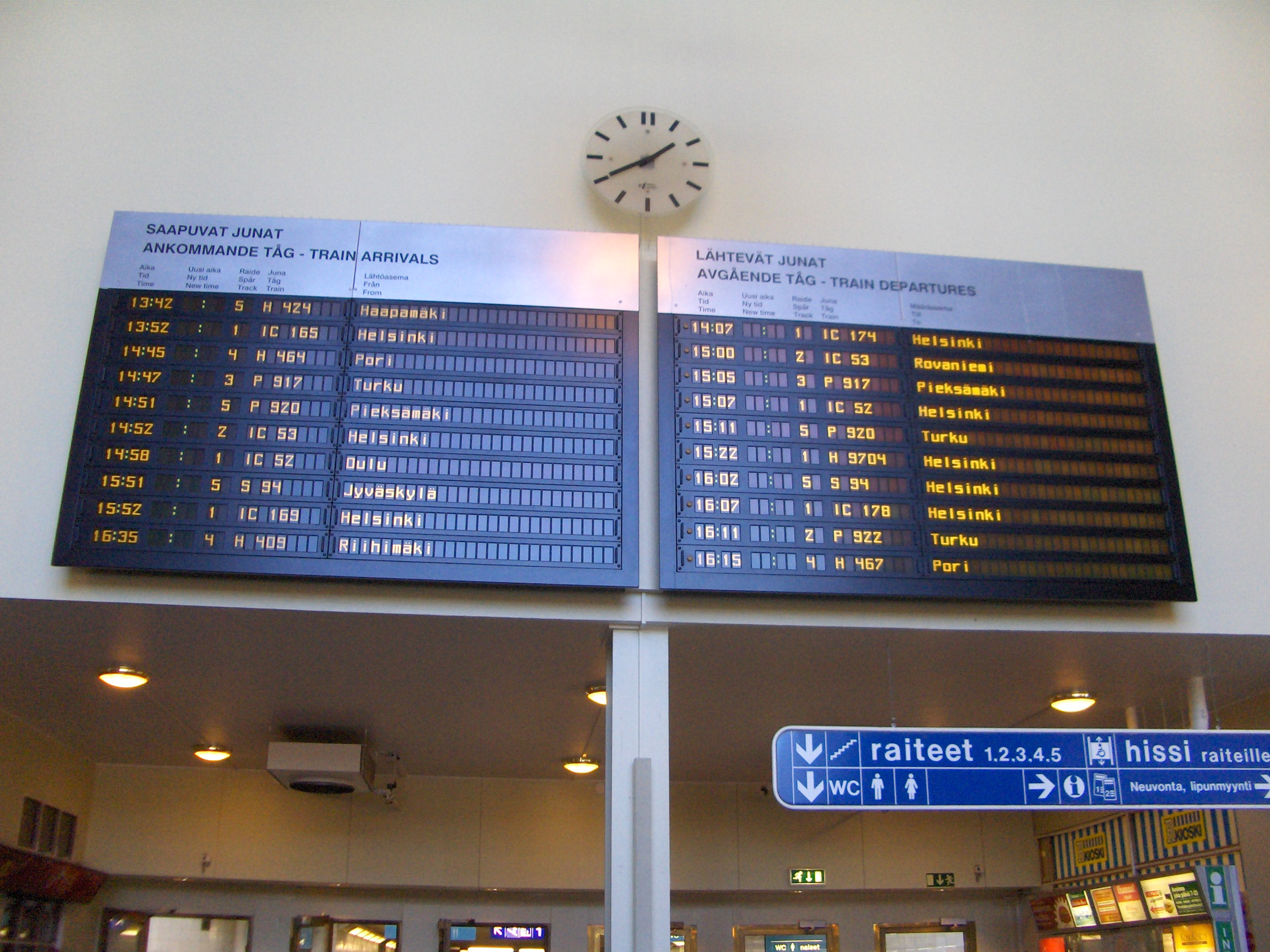
لوحة مواعيد في المحطة

محطة قطارات تامبيري (بالفنلندية: Tampereen rautatieasema) مبنى على الطراز الوظائفي في مدينة تامبيري، فنلندا، صممها إيرو سيبالا وأوتو فلودن، وأنجزت في عام 1936. تم إضافة برج الساعة المرتفع 36 متراً في وقت لاحق بناءً على طلب مكتب السكك الحديدية الفنلندي (ارتفاعها الكلي من مستوى سطح الأرض حوالي 50 متراً). شارع المدينة الرئيسي هامينكاتو يبدأ عند محطة السكك الحديدية، ومروراً بجسر هامينسيلتا يصل إلى طرفه الغربي عند كنيسة ألكسنتيري. شارع إتسينايسودنكاتو يبدأ في جانب حي تاميلا من المحطة، وصولا حتى كنيسة كليفا.
موقعها مركزي، تقسم المحطة وسككها الحديدية أحياء المدينة تقريباً بنفس طريقة قناة تامركوسكي: غالباً ما تحدد الأماكن في تامبيري بالقول في أي جانب من المحطة هو.
لعقود من الزمان، كان هنالك نقاش بشأن توحيد مركز السفر في تامبيري: حالياً، محطة حافلات المسافات الطويلة بعيدا جداً عن محطة السكة الحديد.